# Rodney Jack
Rodney Alphonso Jack (né le 28 septembre 1972 à Kingstown à Saint-Vincent-et-les-Grenadines) est un joueur de football international vincentais, qui évoluait au poste d'attaquant.

## Biographie

### Carrière en club
Rodney Jack joue principalement en faveur des clubs anglais de Torquay United et Crewe Alexandra.
Il dispute avec l'équipe de Crewe Alexandra 125 matchs en deuxième division anglaise, marquant 24 buts.

### Carrière en sélection
Rodney Jack reçoit 36 sélections avec l'équipe de Saint-Vincent-et-les-Grenadines entre 1992 et 2004, inscrivant 24 buts.
Il participe avec cette équipe à la Gold Cup 1996 organisée aux États-Unis. Il joue deux matchs lors de cette compétition, contre le Mexique et le Guatemala.
Il participe également aux éliminatoires du mondial 1994, aux éliminatoires du mondial 1998, aux éliminatoires du mondial 2002, et enfin aux éliminatoires du mondial 2006. Il dispute un total de 27 matchs au cours de ces éliminatoires, inscrivant 10 buts.

## Palmarès
Crewe Alexandra
- Championnat d’Angleterre de D3 :
  - Vice-champion : 2002-03.